# Zatrephes mossi
Zatrephes mossi är en fjärilsart som beskrevs av Rothschild 1933. Zatrephes mossi ingår i släktet Zatrephes och familjen björnspinnare. Inga underarter finns listade i Catalogue of Life.